# Mitzi Kremer
Mitzi Patricia Kremer, nach Heirat Mitzi Patricia Tighe, (* 18. März 1968) ist eine ehemalige Schwimmerin aus den Vereinigten Staaten. Sie gewann eine olympische Bronzemedaille.

## Sportliche Karriere
Mitzi Kremer siegte bei den Pan Pacific Swimming Championships 1987 über 200 Meter Freistil und mit der 4-mal-200-Meter-Freistilstaffel. Im gleichen Jahr nahm sie an der Universiade in Zagreb teil. Dort siegte sie über 100 Meter Freistil und wurde über 200 Meter Freistil sowie über 400 Meter Freistil jeweils Zweite hinter der Rumänin Noemi Lung. Die 4-mal-200-Meter Freistilstaffel siegte in Zagreb, mit der 4-mal-100-Meter-Freistilstaffel erhielt Kremer die Silbermedaille.
Bei den Olympischen Spielen 1988 in Seoul erreichte Kremer das B-Finale über 100 Meter Freistil und belegte in der Gesamtwertung den 12. Platz. Über 200 Meter Freistil schwamm Kremer im A-Finale auf den sechsten Platz. Die 4-mal-100-Meter-Freistilstaffel mit Laura Walker, Paige Zemina, Jill Sterkel und Mary Wayte qualifizierte sich mit der drittbesten Zeit für das Finale. Im Endlauf schwammen Mary Wayte, Mitzi Kremer, Laura Walker und Dara Torres 0,85 Sekunden schneller als die Vorlaufstaffel und schlugen nach den Staffeln aus der DDR und aus den Niederlanden an. Alle sechs eingesetzten Schwimmerinnen erhielten die Bronzemedaille.
1989 bei den Pan Pacific Swimming Championships in Tokio siegte Kremer mit der 4-mal-200-Meter-Freistilstaffel. Über 200 Meter Freistil wurde sie Zweite hinter der Kanadierin Patricia Noall.
Mitzi Kremer studierte an der Clemson University und gewann zwei Titel bei den Collegemeisterschaften der Vereinigten Staaten. Später war sie als Schwimmertrainerin beim YMCA tätig, zunächst in Tampa und dann in Titusville.